# Vis wz. 35
A Vis (designação polonesa pistolet wz. 35 Vis; designação alemã 9 mm Pistole 35(p), ou simplesmente Vis wz. 35) é uma pistola semiautomática polonesa de ação simples, calibre 9×19mm.
A produção da Vis começou em 1935 na fábrica Fabryka Broni em Radom e foi adotada como arma curta padrão do Exército Polonês no ano seguinte. Após a Invasão da Polônia, que marcou o início da Segunda Guerra Mundial, as forças de ocupação alemãs assumiram o controle das munições e da indústria do país; a pistola foi valorizada pelos alemães, que continuaram sua produção e a forneceram às unidades da Waffen-SS.
A Vis é altamente valorizada entre colecionadores de armas de fogo e considerada por alguns como uma das melhores armas de fogo do período, combinando algumas das características presentes na Colt M1911, na Browning Hi-Power e na Ruby .45 ACP.

## História

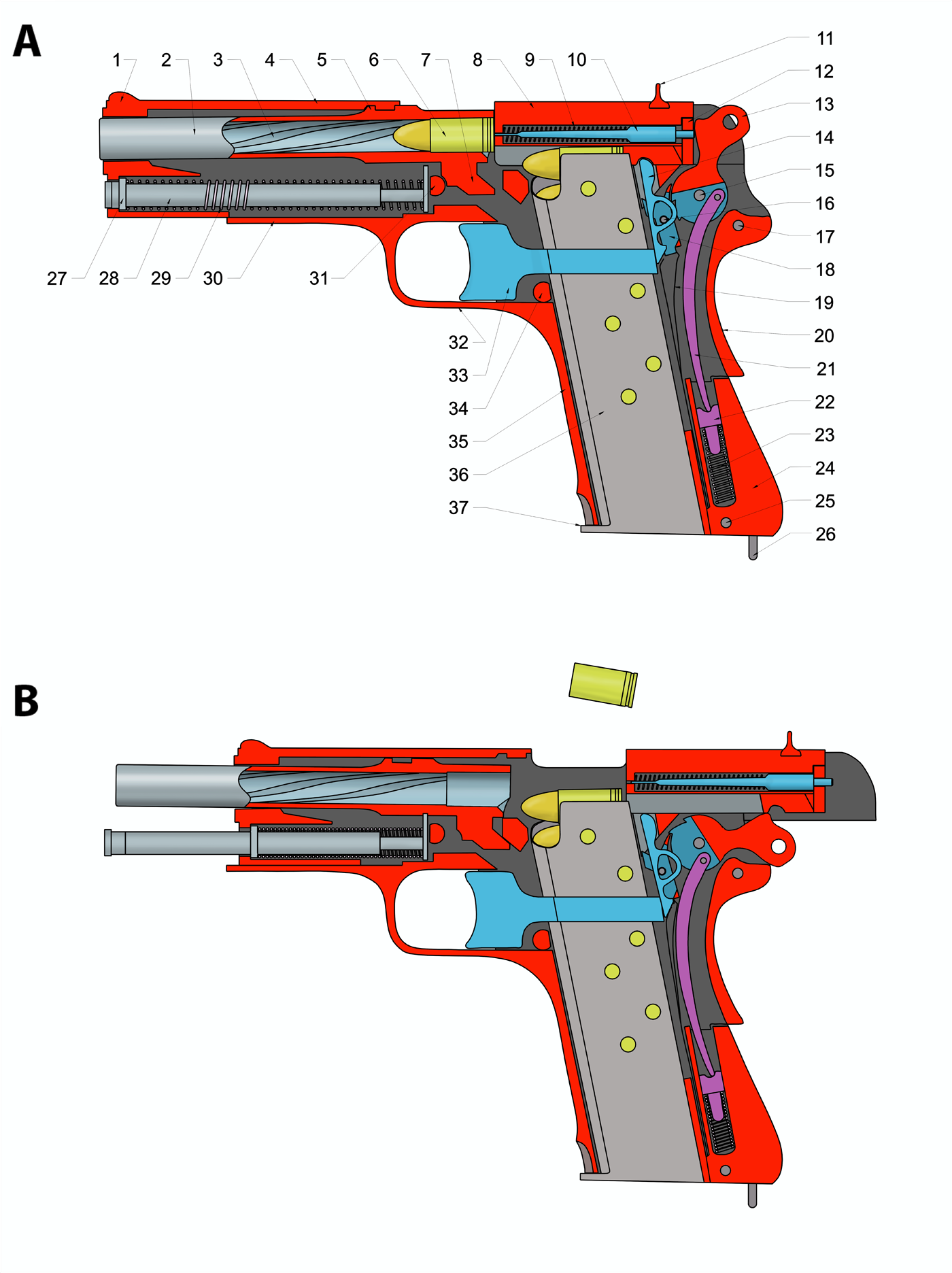
Construção da pistola VIS

O Exército Polonês herdou uma grande coleção de diferentes tipos de armas após a independência do país após a Primeira Guerra Mundial e, em 1929, o Departamento de Armamentos decidiu comprar uma licença da Tchecoslováquia para produzir pistolas vz. 24, a fim de simplificar a logística. No entanto, o Exército e especialistas poloneses se opuseram à decisão, alegando que o projeto era muito complexo e o cartucho utilizado, muito fraco. Inspirados pelo anúncio, os dois projetistas poloneses Wilniewczyc e Skrzypiński começaram a trabalhar em um protótipo de culatra travada do tipo Browning, disparando o cartucho 9×19mm Parabellum.
A pistola apresenta muitas semelhanças internas e externas com a famosa Colt M1911A1, que foi a principal inspiração para o projeto – a ponto de alguns considerarem a Vis uma iteração da Colt M1911. A Vis foi projetada por Piotr Wilniewczyc e Jan Skrzypiński em 1930 na Fabryka Broni (Fábrica de Armas) em Radom, sob a direção de Kazimierz Ołdakowski. O primeiro protótipo ficou pronto em 1930 e patenteado em 1932, quando 134 protótipos da Vis wz. 32 foram produzidos.
A pistola opera com base no princípio do recuo curto, com o cano sendo abaixado e afastado das travas do ferrolho. Ao contrário da M1911, a Vis não era abaixada por uma articulação, mas por uma espécie de saliência, que entra em contato com uma parte do cano e a força para baixo à medida que é movida para trás com o ferrolho pela força do recuo. Ela compartilha algumas semelhanças com a espanhola Ruby .45 ACP. Uma característica era o formato trapezoidal da empunhadura, mais larga na parte inferior, oferecendo boa ergonomia e firmeza. No lado direito da empunhadura, as pistolas polonesas tinham as letras "VIS" em um triângulo, e no lado esquerdo — FB (de Fabryka Broni — "Fábrica de Armas"). Inicialmente, era chamada de WiS (uma sigla dos nomes dos projetistas poloneses), posteriormente o nome foi alterado para Vis, que significa "força" em latim, com a abreviação wz. para wzór ("modelo").
Os testes comprovaram que a arma era muito precisa e estável (devido ao seu tamanho e massa, a maior parte das tensões era absorvida e não transmitida ao atirador), mantendo-se, ao mesmo tempo, confiável após disparar mais de 6.000 tiros. A Vis era geralmente considerada uma das melhores pistolas militares da época.
A produção em massa teve início no arsenal estatal Fabryka Broni, em Radom, no final de 1935, e no ano seguinte foi introduzida como arma de fogo padrão dos oficiais de infantaria e cavalaria poloneses. Sucessivamente, outras unidades seriam equipadas e, em 1942, todas as outras armas curtas deveriam ser retiradas de serviço. Em meados de 1938, foi introduzida nas forças blindadas e aéreas. Antes da invasão da Polônia, aproximadamente 49.400 (de 90.000 encomendadas) foram entregues ao exército.
Além do 9mm, havia também uma pequena série de informações da versão .45 ACP, com carregador de 7 cartuchos, mas não foi produzida em séries maiores. Provavelmente, a coronha de ombro de madeira foi produzida apenas para a competição argentina, mas não sobreviveu. Uma variante .22 LR também existiu, mas não se conhecem detalhes, e sua série não foi produzida em grande número.

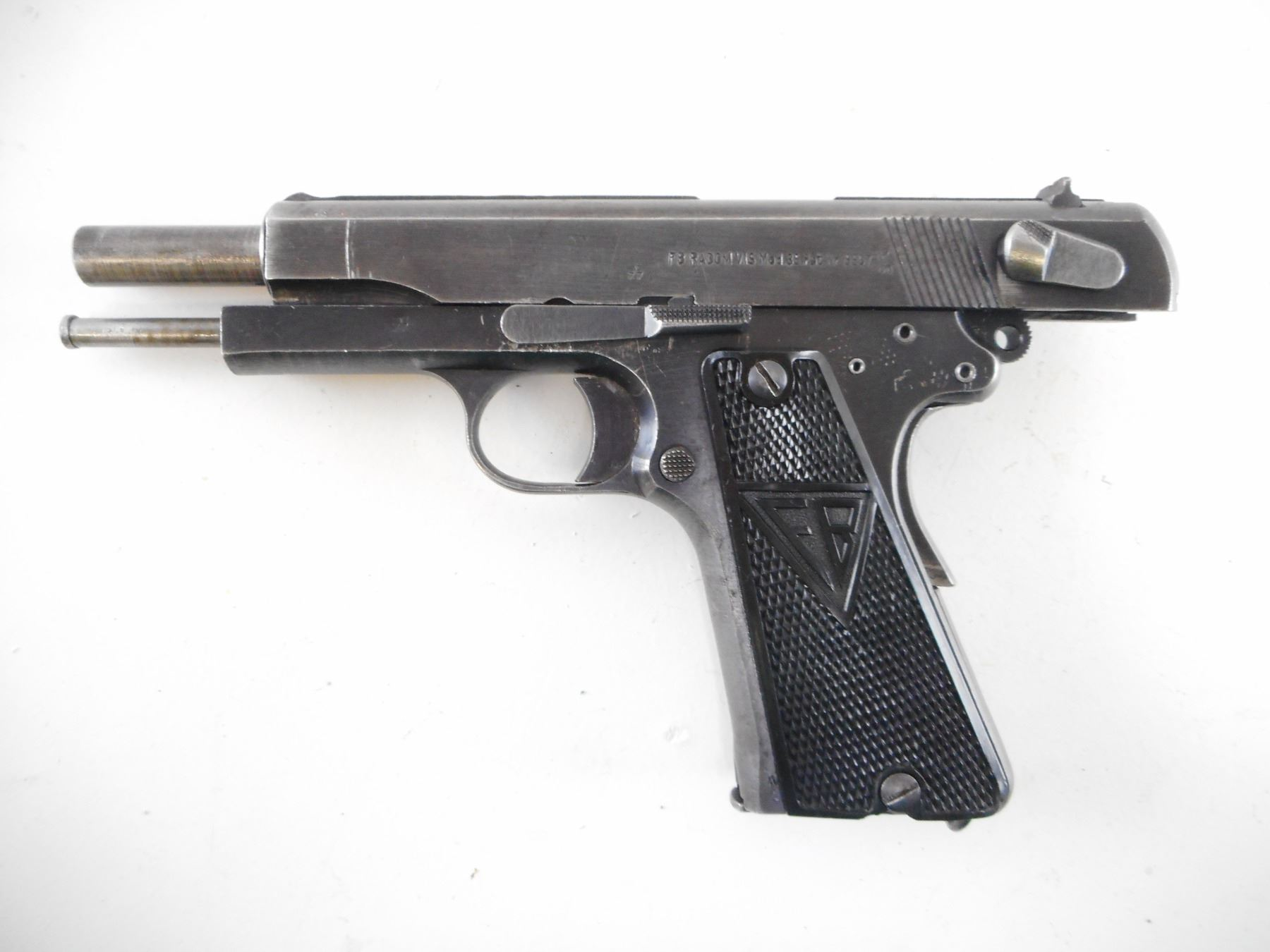
A P 35(p), simplificada, produzida sob a ocupação alemã

Após a derrota polonesa em 1939, os alemães assumiram o controle da Fábrica de Armas Radom e continuaram a produção da Vis sob o novo nome de Pistole P 35(p), após seu primeiro ano de fabricação, enquanto o sufixo "p" significa "Polnisch" (polonês). As pistolas alemãs da primeira série tinham as inscrições VIS Mod.35 e P.35(p) no lado esquerdo. Segundo Hogg, cerca de 375.000 pistolas foram produzidas para o Heer.
Técnicos poloneses que trabalhavam na fábrica de armas roubaram muitas peças de armas curtas para serem montadas clandestinamente e fornecidas para uso do Exército Nacional na luta contra a ocupação alemã; quando os nazistas descobriram isso, alguns dos trabalhadores poloneses foram enforcados publicamente em frente à fábrica, enquanto outros foram enviados para campos de concentração. Os alemães transferiram a produção de canos e a montagem final para Steyr-Daimler-Puch, na "Ostmark" (Áustria). No entanto, a produção clandestina de canos da Vis foi iniciada em Varsóvia e em Huta Ludwików, em Kielce, e centenas de pistolas Vis foram montadas com peças contrabandeadas da fábrica, entregues ao Exército Nacional e amplamente utilizadas durante a Revolta de Varsóvia, entre outras batalhas.
As pistolas Vis fabricadas pelos alemães após 1939 foram produzidas em quatro séries diferentes, cada uma com pequenas modificações para simplificar a produção. No final de 1944, toda a produção foi transferida para a fábrica de Steyr, na Áustria, onde foi produzido o último modelo simplificado da quarta série (sem nenhuma inscrição, exceto a assinatura bnz). A Vis permaneceu em produção até abril de 1945. Em geral, as pistolas Vis de guerra eram de qualidade muito inferior às versões polonesas originais e decaíram ainda mais no final da guerra.
Após a guerra, a produção da pistola foi interrompida, pois o Exército da República Popular da Polónia utilizou a pistola soviética TT-33, produzida na antiga Fabryka Broni, em Radom, devido aos regulamentos do Pacto de Varsóvia. Era considerada muito inferior à Vis, especialmente em ergonomia e confiabilidade, mas considerações políticas e a influência soviética foram decisivas.
A pistola Vis teve uso limitado no pós-guerra pela polícia da Alemanha Oriental. No final da década de 1980, foi declarada obsoleta e retirada de serviço.
Em agosto de 1997, a Fábrica de Armas Łucznik, em Radom, reintroduziu a pistola Vis e produziu uma pequena série de cerca de 27 pistolas com base nos planos e especificações originais, principalmente para o mercado de colecionadores dos EUA. No entanto, ela diferia das pistolas originais do pré-guerra no formato da alça de mira e da águia no ferrolho. Em 2010, outra série curta foi fabricada. Em 2012, a Fábrica IWA de Radom apresentou a peça datada de 2010, com revestimento de cromo em vez de azulado. No 90º aniversário da fábrica de armas, mais 50 pistolas foram produzidas para colecionadores em 2015.
Em dezembro de 2017, o presidente da FB Radom, Adam Suliga, confirmou à revista polonesa MILMAG que a Vis retornaria à produção e que estaria disponível para o varejo no segundo semestre de 2018. Esta não será uma única série comemorativa, mas, de acordo com a MILMAG, a FB Radom espera oferecer continuamente a wz. 35 para o mercado de exportação.

## Visão geral
A pistola Vis possui um projeto de ação simples e com culatra travada. O controle do ferrolho é um mecanismo de desarmamento que libera o cão enquanto aciona o percussor no ferrolho. Há uma trava de segurança na empunhadura, que trava a barra de transferência até que seja totalmente pressionada, mas o controle, que está na mesma posição da trava de segurança de uma Browning Hi-Power ou de uma pistola baseada no modelo M1911, não é uma trava de segurança.
A alavanca de desmontagem é usada para travar o ferrolho (como a trava de segurança Browning Hi-Power é usada) durante a desmontagem, permitindo a remoção da alavanca de liberação do ferrolho. Em versões posteriores, essa alavanca é omitida e o ferrolho deve ser alinhado manualmente para remover a alavanca de liberação do ferrolho. Uma vez que o ferrolho e a armação estejam alinhados (pela alavanca de desmontagem ou manualmente), a guia de recuo é puxada para frente para liberar a alavanca de liberação do ferrolho e permitir que ela caia livremente. O ferrolho estará então livre para avançar e ser removido da armação.
O retém do carregador fica atrás do guarda-mato e não na base da empunhadura, como era o típico estilo europeu da época. Um cordão para pistola é instalado na posição do calcanhar para retenção da pistola. Não há trava de segurança no carregador.

## Operadores
- Segunda República Polonesa − Arma secundária padrão do Exército Polonês de 1935 a 1939, mais tarde foi usada pela Resistência Polonesa e também pela resistência polonesa pós-guerra, independente e anticomunista.
- Alemanha Nazista − Fábrica capturada na Segunda Guerra Mundial, usada principalmente pelo Heer e pela Waffen-SS. Designada como Pistole P 35(p).[9]
- Alemanha Oriental − Usada pela Volkspolizei, retirada de serviço na década de 1980.[11]

### Operadores não estatais
- Resistência Italiana − Capturada de soldados alemães.[14]
- França Livre − Capturada de soldados alemães e usada por combatentes da resistência.[15]